# Anisodes plenifasciata
Anisodes plenifasciata là một loài bướm đêm trong họ Geometridae.